# Хоїни (Мінський повіт)
Хоїни (пол. Choiny) — село в Польщі, у гміні Станіславув Мінського повіту Мазовецького воєводства.
Населення — 161 особа (2011).
У 1975-1998 роках село належало до Седлецького воєводства.

## Демографія
Демографічна структура станом на 31 березня 2011 року:
|          | Загалом | Допрацездатний вік | Працездатний вік | Постпрацездатний вік |
| -------- | ------- | ------------------ | ---------------- | -------------------- |
| Чоловіки | 84      | 11                 | 64               | 9                    |
| Жінки    | 77      | 18                 | 44               | 15                   |
| Разом    | 161     | 29                 | 108              | 24                   |